# Mapanas
Mapanas ist eine philippinische Stadtgemeinde in der Provinz Northern Samar. Sie hat 14.025 Einwohner (Zensus 1. August 2015).

## Baranggays
Mapanas ist politisch unterteilt in 13 Baranggays.
- Burgos
- Jubasan
- Magsaysay
- Magtaon
- Del Norte (Pob.)
- Del Sur (Pob.)
- Quezon
- San Jose
- Siljagon
- Naparasan
- E. Laodenio
- Manaybanay
- Santa Potenciana (Pob.)